# Solomon Thomas
Solomon Christopher Thomas (geboren am 26. August 1995 in Chicago, Illinois) ist ein US-amerikanischer American-Football-Spieler. Er wird als Defensive End und Defensive Tackle eingesetzt. Thomas spielte College Football für die Stanford University. Im NFL Draft 2017 wurde er an dritter Stelle von den San Francisco 49ers ausgewählt. Seit 2025 spielt Thomas für die Dallas Cowboys.

## College
Thomas lebte in seiner Kindheit fünf Jahre lang in Sydney. Er besuchte die Coppell High School in Coppell, Texas, wo er Football und Basketball spielte.
Ab 2014 ging er auf die Stanford University, um College Football für die Stanford Cardinal zu spielen. Nach einem Jahr als Redshirt entwickelte Thomas sich in der Saison 2015 zu einem Stammspieler. Beim Sieg von Stanford gegen die USC Trojans im Pac-12 Championship Game gelang ihm ein Touchdown nach einem Fumble-Return über 34 Yards. In der Saison 2016 erzielte Thomas acht Sacks und 15 Tackles for Loss. Er gewann mit Stanford den Sun Bowl und wurde in das First-team der Pacific-12 Conference (Pac-12) gewählt, zudem gewann er die Morris Trophy als bester Defensive Lineman in der Pac-12. Im Sun Bowl sicherte Thomas mit einem Sack gegen Mitchell Trubisky bei einer Two-Point-Conversion wenige Sekunden vor dem Ende der Partie den Sieg. Nach der Saison gab Thomas bekannt, dass er sich für den NFL Draft anmelden werde. Er kam in 27 Spielen für Stanford zum Einsatz.

## NFL
Thomas wurde im NFL Draft 2017 als dritter Spieler insgesamt von den San Francisco 49ers ausgewählt. Als Rookie wurde er als Stammspieler auf der Position des Defensive Ends eingesetzt. Dabei zeigte er gute Leistungen in der Verteidigung gegen den Lauf, war aber als Pass Rusher wenig effektiv und erzielte nur drei Sacks. Auch in der Saison 2018 konnte er die in ihn gesetzten Erwartungen als Edge Rusher nicht erfüllen. Da die 49ers im NFL Draft 2019 Nick Bosa an zweiter Stelle auswählten und Dee Ford per Trade verpflichteten, rückte Thomas ab 2019 in eine Reserverolle. Nach der Saison 2019 lehnten die 49ers die Fifth-Year-Option seines Rookievertrags ab. Am 2. Spieltag der Saison 2020 zog sich Thomas gegen die New York Jets einen Kreuzbandriss zu und fiel damit für den Rest der Saison aus.
Im März 2021 unterschrieb Thomas einen Einjahresvertrag bei den Las Vegas Raiders.
Am 30. März 2022 nahmen ihn die New York Jets für ein Jahr unter Vertrag. Er kam in 17 Spielen zum Einsatz und verzeichnete 26 Tackles und 0,5 Sacks. Im März 2023 unterschrieb Thomas für ein weiteres Jahr bei den Jets, ebenso im März 2024.
Im März 2025 einigte Thomas sich mit den Dallas Cowboys auf einen Zweijahresvertrag.

### NFL-Statistiken
| Saison                             | Saison | Spiele | Spiele      | Tackles | Tackles | Tackles | Tackles | Interceptions | Interceptions | Interceptions | Interceptions | Interceptions | Fumbles | Fumbles | Fumbles |
| Jahr                               | Team   | Spiele | als Starter | Gesamt  | Solo    | Att     | Sacks   | PD            | INT           | Yds           | Lng           | TD            | FF      | FR      | TD      |
| ---------------------------------- | ------ | ------ | ----------- | ------- | ------- | ------- | ------- | ------------- | ------------- | ------------- | ------------- | ------------- | ------- | ------- | ------- |
| 2017                               | SF     | 14     | 12          | 41      | 34      | 7       | 3,0     | 0             | 0             | 0             | 0             | 0             | 0       | 1       | 0       |
| 2018                               | SF     | 16     | 13          | 31      | 24      | 7       | 1,0     | 0             | 0             | 0             | 0             | 0             | 0       | 0       | 0       |
| 2019                               | SF     | 16     | 13          | 21      | 15      | 6       | 2,0     | 0             | 0             | 0             | 0             | 0             | 0       | 0       | 0       |
| 2020                               | SF     | 2      | 2           | 2       | 0       | 2       | 0,0     | 0             | 0             | 0             | 0             | 0             | 0       | 0       | 0       |
| 2021                               | LV     | 17     | 0           | 34      | 17      | 17      | 3,5     | 2             | 0             | 0             | 0             | 0             | 2       | 0       | 0       |
| 2022                               | NYJ    | 17     | 0           | 26      | 13      | 13      | 0,5     | 0             | 0             | 0             | 0             | 0             | 0       | 0       | 0       |
| 2023                               | NYJ    | 17     | 3           | 31      | 15      | 16      | 5,0     | 1             | 0             | 0             | 0             | 0             | 0       | 0       | 0       |
| 2024                               | NYJ    | 16     | 1           | 26      | 15      | 11      | 3,5     | 2             | 0             | 0             | 0             | 0             | 1       | 1       | 0       |
| Gesamt                             | Gesamt | 115    | 34          | 212     | 133     | 79      | 18,5    | 5             | 0             | 0             | 0             | 0             | 3       | 2       | 0       |
| Quelle: pro-football-reference.com |        |        |             |         |         |         |         |               |               |               |               |               |         |         |         |

## Persönliches
Thomas engagiert sich in der Suizidprävention und möchte auf psychische Erkrankungen aufmerksam machen. Seine ältere Schwester litt an Depressionen und nahm sich im Januar 2018 das Leben.